# خداشناسی انجیلی
از آنجایی که پژوهشگران تمایل به استفاده از این اصطلاح به شکل‌های مختلف داشته‌اند، تعریف خداشناسی انجیلی (کتاب مقدس) یا الهیات انجیلی (کتاب مقدس) (به انگلیسی: Biblical Theology) بسیار دشوار است.
مارک بووالد، در زمان نوشتن به سمینار خداشناسی گریس، به چهار نوع تمرکز خداشناسی اشاره کرد که شامل، خداشناسی انجیلی، خداشناسی تاریخی، خداشناسی سازمان‌یافته (جزمی) و خداشناسی عملی.